# رنا (فیلم)
رِنا (لهستانی: Rena) یک فیلم درام و جنایی لهستانی به کارگردانی میخاو واشینسکی است که در سال ۱۹۳۸ منتشر شد.

## بازیگران
- استانیسواوا اینجل-انگلوونا
- میه‌چیسواف سیبولسکی
- کاژیمیش یونوشا-استئوپوفسکی
- استانیسواو شیه‌لاینسکی
- لودا نیمیژانکا
- ایرنا اسکویرچینسکا
- تکلا تراپشو
- یوزف ونگژین
- یاتسک وُشچروویچ